# Zeitschrift für Slawistik
Die Zeitschrift für Slawistik (Kürzel: ZfSl; englisch Journal of Slavic Studies) ist eine deutsch- sowie englischsprachige slawistische Zeitschrift.
Die Zeitschrift wurde 1956 gegründet und erschien ursprünglich im Akademie-Verlag Berlin. Die ersten Herausgeber waren Hans Holm Bielfeldt, Rudolf Fischer, Ferdinand Liewehr und Eduard Winter.
Seit Übernahme und Auflösung des Akademie-Verlags durch Walter de Gruyter erscheint die Zeitschrift bei letzterem mit vier Heften jährlich. Es werden Beiträge aus Sprach-, Literatur- und Kulturwissenschaft in deutscher und englischer Sprache veröffentlicht. Das gegenwärtige Herausgeberkollektiv wird von Bernhard Brehmer, Holger Kuße, Christian Prunitsch und Klavdia Smola gebildet.